# 1083
Năm 1083 là một năm trong lịch Julius.